# Sanremo Tennis Cup 2003
Il Sanremo Tennis Cup 2003 è stato un torneo di tennis facente parte della categoria ATP Challenger Series nell'ambito dell'ATP Challenger Series 2003. Il torneo si è giocato a Sanremo in Italia dal 7 al 13 aprile 2003 su campi in terra rossa.

## Vincitori

### Singolare
Tomas Behrend ha battuto in finale  Werner Eschauer con il punteggio di 6–4, 6–2

### Doppio
Daniele Bracciali /  Amir Hadad hanno battuto in finale  Joan Balcells /  Juan Albert Viloca con il punteggio di 6–2, 6–4